# Valentina Kibalnikova
Valentina Kibalnikova (* 16. Oktober 1990 in Taschkent) ist eine usbekische Hürdenläuferin, die sich auf die 100-Meter-Distanz spezialisiert hat und in dieser Disziplin den usbekischen Landesrekord innehat.

## Sportliche Laufbahn
Erste internationale Erfahrungen sammelte Valentina Kibalnikova bei den Jugendweltmeisterschaften 2007 in Ostrava, bei denen sie in der ersten Runde ausschied. 2014 wurde sie Fünfte bei den Asienspielen im südkoreanischen Incheon. Bei den Asienmeisterschaften 2015 in Wuhan schied sie mit 13,82 s in der Vorrunde aus. 2016 gewann sie die Bronzemedaille über 60 Meter Hürden bei den Hallenasienmeisterschaften in Doha. In der Freiluftsaison steigerte sie ihre Bestleistung auf 13,00 Sekunden und qualifizierte sich damit für die Olympischen Spiele in Rio de Janeiro, bei denen sie mit 13,29 s im Vorlauf ausschied. 2017 belegte sie den vierten Platz bei den Asienmeisterschaften in Bhubaneshwar, wie auch bei den Asian Indoor & Martial Arts Games Anfang September in Aşgabat. 2023 kam sie bei den Hallenasienmeisterschaften in Astana in der Vorrunde nicht ins Ziel.
In den Jahren 2012, 2019 und 2021 wurde Kibalnikova usbekische Meisterin im 100-Meter-Hürdenlauf.

## Persönliche Bestleistungen
- 100 m Hürden: 13,00 s (−0,2 m/s), 25. Juni 2016 in Almaty (Usbekischer Rekord)
  - 60 m Hürden (Halle): 8,32 s, 21. Februar 2016 in Doha